# Руді Гей
Руді Карлтон Гей (молодший) (англ. Rudy Carlton Gay Jr., нар. 17 серпня 1986, Бруклін, США) — американський професіональний баскетболіст, легкий форвард команди НБА «Юта Джаз». Гравець національної збірної США. Чемпіон світу 2010 та 2014 року.

## Ігрова кар'єра
Починав грати у баскетбол у команді старшої школи архієпископа Спалдінга (Северн, Меріленд). У випускному класі вважався п'ятизірковим рекрутом. На університетському рівні грав за команду Коннектикут (2004–2006), віддавши їй перевагу перед Мерілендом. 

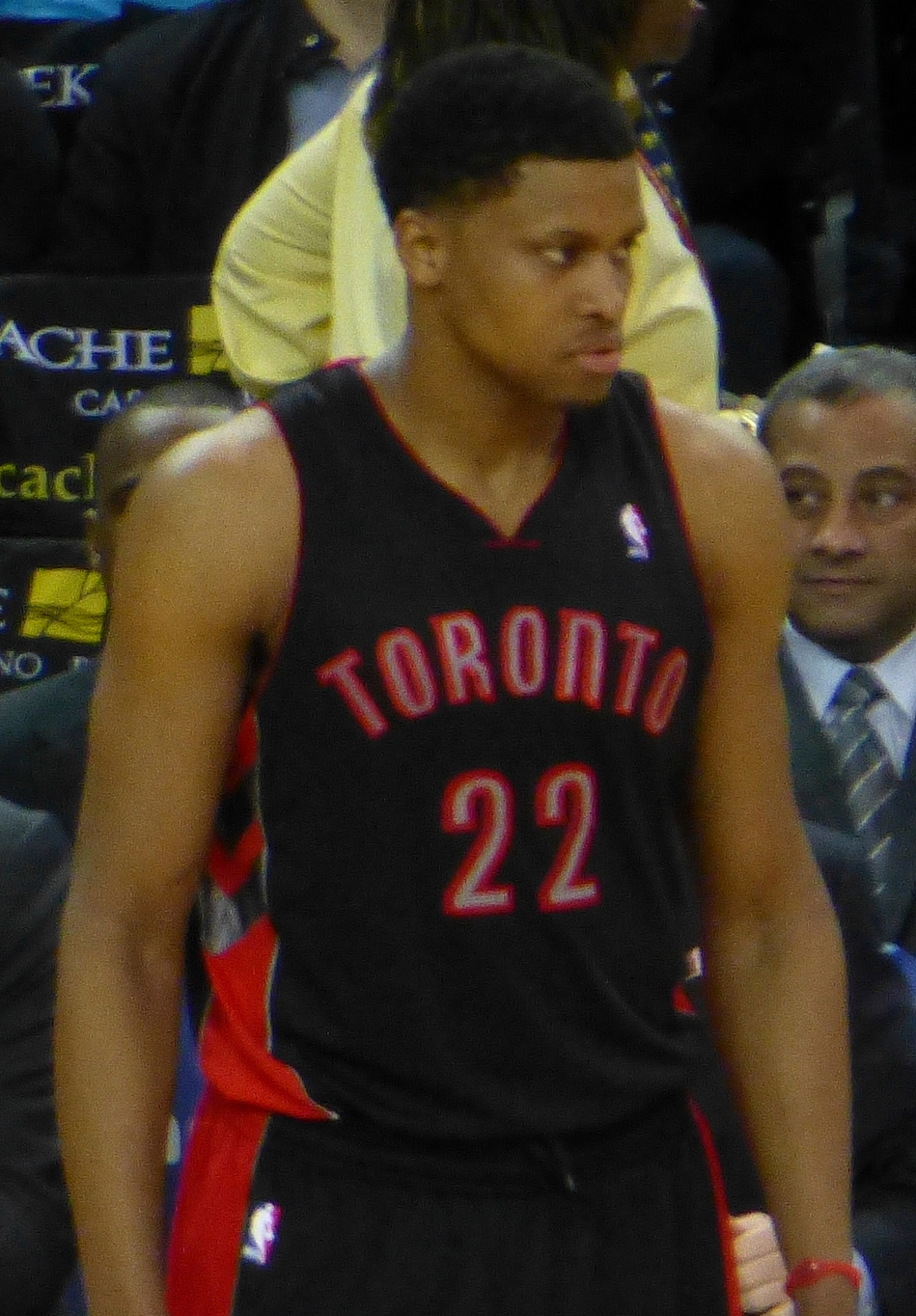
Гей у складі «Торонто», 2013

2006 року був обраний у першому раунді драфту НБА під загальним 8-м номером командою «Х'юстон Рокетс». Проте професіональну кар'єру розпочав виступами за «Мемфіс Ґріззліс», куди був обміняний на Шейна Батьєра. Захищав кольори команди з Мемфіса протягом наступних 7 сезонів. Протягом свого дебютного сезону набирав 10,8 очка та 4,5 підбирання та був включений за його підсумками до першої збірної новачків НБА. 
У своєму другому сезоні встановив рекорд франшизи за кількістю набраних очок за один сезон (1,632). Взимку брав участь у конкурсі слем-данків, а за підсумками сезону зайняв друге місце у голосуванні за найбільш прогресуючого гравця НБА, уступивши Гедо Тюркоглу.
13 грудня 2009 року провів свій найрезультативніший матч у кар'єрі, набравши 41 очко проти «Маямі Гіт». 
2 лютого 2012 року обійшов Шена Батьєра у списку гравців «Мемфіса» з найбільшою кількістю перехоплень (523). 
30 січня 2013 року перейшов до складу «Торонто Репторз». 
9 грудня 2013 року разом з Квінсі Ейсі та Аароном Греєм перейшов до «Сакраменто Кінґс» в обмін на Грейвіса Васкеса, Джона Селмонса, Чака Гейса та Патріка Паттерсона. У складі команди провів наступні 4 сезони своєї кар'єри.
6 липня 2017 року став гравцем «Сан-Антоніо Сперс».
6 серпня 2021 року підписав контракт з «Ютою».

## Виступи за збірну
2010 та 2014 року ставав чемпіоном світу у складі збірної США.

## Статистика виступів в НБА

### Регулярний сезон
| Сезон             | Команда             | GP   | GS  | MPG  | FG%  | 3P%  | FT%  | RPG | APG | SPG | BPG | PPG  |
| ----------------- | ------------------- | ---- | --- | ---- | ---- | ---- | ---- | --- | --- | --- | --- | ---- |
| 2006–07           | «Мемфіс Ґріззліс»   | 78   | 43  | 27.0 | .422 | .364 | .727 | 4.5 | 1.3 | .9  | .9  | 10.8 |
| 2007–08           | «Мемфіс Ґріззліс»   | 81   | 81  | 37.0 | .461 | .346 | .785 | 6.2 | 2.0 | 1.4 | 1.0 | 20.1 |
| 2008–09           | «Мемфіс Ґріззліс»   | 79   | 78  | 37.3 | .453 | .351 | .767 | 5.5 | 1.7 | 1.2 | .7  | 18.9 |
| 2009–10           | «Мемфіс Ґріззліс»   | 80   | 80  | 39.7 | .466 | .327 | .752 | 5.9 | 1.9 | 1.5 | .8  | 19.6 |
| 2010–11           | «Мемфіс Ґріззліс»   | 54   | 54  | 39.9 | .471 | .396 | .805 | 6.2 | 2.8 | 1.7 | 1.1 | 19.8 |
| 2011–12           | «Мемфіс Ґріззліс»   | 65   | 65  | 37.3 | .455 | .312 | .791 | 6.4 | 2.3 | 1.5 | .8  | 19.0 |
| 2012–13           | «Мемфіс Ґріззліс»   | 42   | 42  | 36.7 | .408 | .310 | .776 | 5.9 | 2.6 | 1.3 | .7  | 17.2 |
| 2012–13           | «Торонто Репторз»   | 33   | 32  | 34.7 | .425 | .336 | .856 | 6.4 | 2.8 | 1.7 | .7  | 19.5 |
| 2013–14           | «Торонто Репторз»   | 18   | 18  | 35.5 | .388 | .373 | .773 | 7.4 | 2.2 | 1.6 | 1.3 | 19.4 |
| 2013–14           | «Сакраменто Кінґс»  | 55   | 55  | 34.4 | .482 | .312 | .836 | 5.5 | 3.1 | 1.2 | .6  | 20.1 |
| 2014–15           | «Сакраменто Кінґс»  | 68   | 67  | 35.4 | .455 | .359 | .858 | 5.9 | 3.7 | 1.0 | .6  | 21.1 |
| 2015–16           | «Сакраменто Кінґс»  | 70   | 70  | 34.0 | .463 | .344 | .780 | 6.5 | 1.7 | 1.4 | .7  | 17.2 |
| 2016–17           | «Сакраменто Кінґс»  | 30   | 30  | 33.8 | .455 | .372 | .855 | 6.3 | 2.7 | 1.5 | .9  | 18.7 |
| 2017–18           | «Сан-Антоніо Сперс» | 57   | 6   | 21.6 | .471 | .314 | .772 | 5.1 | 1.3 | .8  | .7  | 11.5 |
| 2018–19           | «Сан-Антоніо Сперс» | 69   | 51  | 26.7 | .504 | .402 | .816 | 6.8 | 2.6 | .8  | .5  | 13.7 |
| 2019–20           | «Сан-Антоніо Сперс» | 946  | 777 | 33.1 | .456 | .347 | .799 | 5.9 | 2.2 | 1.2 | .8  | 17.1 |
| 2020–21           | «Сан-Антоніо Сперс» | 63   | 1   | 21.6 | .420 | .381 | .804 | 4.8 | 1.4 | .7  | .6  | 11.4 |
| 2021–22           | «Юта Джаз»          | 55   | 1   | 18.9 | .414 | .345 | .785 | 4.4 | 1.0 | .5  | .3  | 8.1  |
| Усього за кар'єру | Усього за кар'єру   | 1064 | 779 | 31.7 | .453 | .349 | .799 | 5.8 | 2.1 | 1.1 | .7  | 16.3 |

### Плей-оф
| Сезон             | Команда             | GP | GS | MPG  | FG%  | 3P%  | FT%  | RPG | APG | SPG | BPG | PPG  |
| ----------------- | ------------------- | -- | -- | ---- | ---- | ---- | ---- | --- | --- | --- | --- | ---- |
| 2012              | «Мемфіс Ґріззліс»   | 7  | 7  | 39.9 | .421 | .211 | .825 | 6.6 | 1.4 | 1.3 | .3  | 19.0 |
| 2018              | «Сан-Антоніо Сперс» | 5  | 4  | 32.0 | .400 | .222 | .556 | 5.6 | 2.2 | 1.6 | .2  | 12.2 |
| 2018–19           | «Сан-Антоніо Сперс» | 7  | 0  | 25.6 | .400 | .421 | .824 | 7.1 | 1.7 | .4  | .7  | 11.1 |
| Усього за кар'єру | Усього за кар'єру   | 19 | 11 | 32.5 | .410 | .286 | .788 | 6.5 | 1.7 | 1.1 | .4  | 14.3 |